# 커위룬
커위룬(중국어 정체자: 柯宇綸, 간체자: 柯宇纶, 병음: Kē Yǔlún, 한자음: 가우륜, 영어: Lawrence Ko 로런스 코[*], 1977년 4월 28일 ~ )은 중화민국의 배우이다.
타이베이시에서 태어났다.

## 방송
- 황언유희
- 화려한 도전
- 나일년적행복시광
- 해돈애상묘

## 영화
- 황언유희 (2014년)
- 타이페이의 1페이지 (2010년)
- 2월 14 (2002년)
- 쾌락과 타락 (1997년)
- 마작 (1996년)